# 정통주의
종교에서 정통주의(正統主義, Orthodoxy) 또는 정통파란 경전에 있는 신앙, 가르침, 이데올로기 등을 그대로 받아들이는 것을 말한다. 현대주의, 개혁주의 등과 대척점에 있다.
기독교 내의 정통주의는 고대의 다양한 신조와 에큐메니칼 공의회에 의해 정의된 교리를 수용하는 것을 의미하지만, 서로 다른 교회는 서로 다른 신조를 수용한다. 이러한 차이는 언어 및 문화적 장벽을 포함하여 여러 가지 이유로 발전했다.
일부 영어권 국가에서는 탈무드에 규정된 대로 모든 전통과 계명을 지키는 유대인을 정통파 유대인이라고 한다.
수니파 이슬람교는 "정통 이슬람교"라고도 불린다.

## 같이 보기
- 로마가톨릭주의
- 칼케돈 신경
- 동방 가톨릭교회
- 동방 기독교
- 교회의 네 가지 속성
- 기독교 이단
- 신정통주의
- 니케아 기독교
- 고전정통주의
- 교부학
- 급진 정통주의
- 신앙의 규칙